# Conrad Weiser
Conrad Weiser était un interprète, diplomate d’origine allemande dans l’Amérique coloniale.

## Biographie
Weiser émigre en Pennsylvanie aux Etats-Unis en 1709.